# 角鮟鱇科
角鮟鱇科（学名：Ceratiidae）是輻鰭魚綱鮟鱇目的其中一科。

## 分類
角鮟鱇科下分2個屬，如下：
- 角鮟鱇屬(Ceratias)
  - 霍氏角鮟鱇 Ceratias holboelli：又稱角鮟鱇。
  - 觸手角鮟鱇 Ceratias tentaculatus
  - 瞻星角鮟鱇 Ceratias uranoscopus
- 密棘角鮟鱇屬 Cryptopsaras
  - 密棘角鮟鱇 Cryptopsaras couesii：又稱密刺角鮟鱇。